# Макатеа (остров)

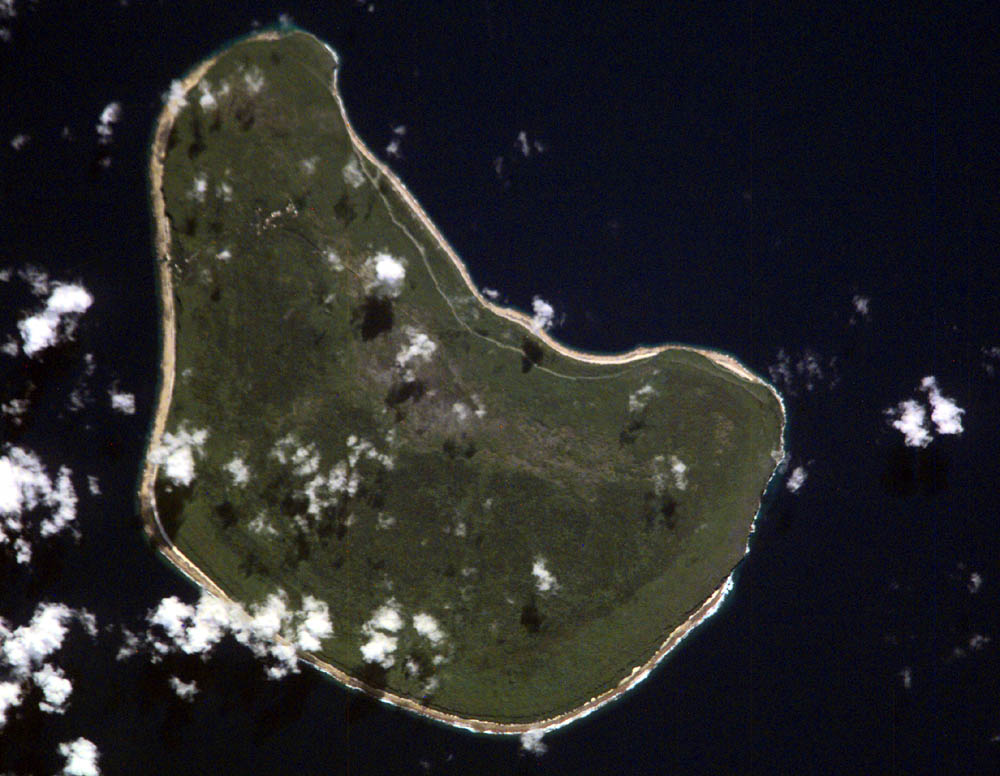
Космический снимок острова.

Макатеа (фр. Makatea) — поднятый атолл в архипелаге Туамоту (Французская Полинезия). Расположен в 230 км к северо-востоку от острова Таити и в 82 км от атолла Рангироа.

## География
Макатеа — один из немногих островов архипелага Туамоту, который не является атоллом. Остров представляет собой поднятый атолл высотой до 80 м. Длина Макатеа составляет около 7,5 км, ширина — 7 км. Площадь — 24 км².

## История
В далёком прошлом Макатеа носил название Папа-Теа (Papa Tea), что переводится с полинезийского языка как «белый камень». Остров был открыт в 1722 году голландским путешественником Якобом Роггевеном, который назвал его Verkwikking.

## Административное деление
Административно входит в состав коммуны Рангироа.

## Население
В 2007 году численность населения Макатеа составляла 61 человека. Главное поселение — деревня Моуму.

## Экономика
Макатеа — один из трёх крупнейших фосфатных островов Тихого океана (помимо Науру и Банаба). С 1917 по 1966 год на Макатеа велись разработки фосфатов.
Основное занятие местных жителей — сельское хозяйство (производство копры и торговля пальмовыми ворами).
Остров имеет большие запасы гуано. 
Единственный остров в архипелаге, имеющий источники пресной воды.